# Charly & the Slaves
Charly & the Slaves var ett svenskt rock/svartrock/punkband från Sundsvall verksamma mellan 1981 och 1989.

## Bandet
Bildades 1981 som Charlys Slavar av Jimmy Storsleth och Åke Liljan Liljekvist med Mattias Andersson bakom trummorna. Han ersattes 1982 då Arne Nyvelius och Olof Rimfors anslöt sig till bandet. De spelade på den lokala punkscenen ett par år innan de släppte EP:n Fångar  på Massproduktion 1984. 1985 hade de bytt namn till Charly & the Slaves och medverkade på samlingsskivan En samling rock från Sundsvall anno 1985.  Samma år lämnade Nyvelius bandet och ersattes av Kjell-Åke Ekengren. 1986 släppte de singeln Rotten Love  som var en blandning av punk och hårdrock. 1987 lämnade Rimfors bandet och ersattes av Curt Furumark och slutligen anslöt Christian Portin på keyboard 1988. Musikstilen förändrades radikalt från den hårdrocksinfluerade punken till svartrock, inspirerad av 80-talets Goth-scen. Bandet somnade in utan dramatik 1989.
2009 återförenades Storsleth, Liljekvist, Rimfors och Ekengren tillsammans med Jocke Mårdstam, tidigare Left Hand Solution, för ett uppträdande på Massproduktions 30-årsjubileum.
2019 påbörjade Massproduktion en digitalisering av inspelat material med bandet.   

## Medlemmar
- Jimmy "JB" Storsleth - Sång
- Åke "Liljan" Liljekvist - Bas
- Mattias "Matta Dunk" Andersson - Trummor (1981-1982)
- Olle "Schiz" Rimfors - Gitarr (1982-1987, 2009)
- Arne "Örni" Nyvelius - Trummor (1982-1985)
- Kjell-Åke "Eken" Ekengren - Trummor (1985-1989, 2009)
- Curt Furumark - Gitarr (1987-1989)
- Christian Portin - Keyboards (1988-1989)
- Jocke Mårdstam - Gitarr (2009)

## Diskografi
- Fångar, EP, 1984 - (Träsksnutar, Ensam, Fångar mot frihet) [2]
- En samling rock från Sundsvall anno 1985, LP (samlingsskiva), 1985 - (Walking on Clouds, Don't Leave Me Here) [3]
- God is Crying, Demo, 1985 - (God is Crying, Smiling Happy, Viva the Revolution)
- Rotten Love, Singel, 1986 - (Rat Race, Likely Laughing) [4]
- Handy Man, Demo 1987 - (Handy Man, The Sound of The Crowd)
- Paul in Rain, singel, 1988 (ej utgiven) - (Paul in Rain, God be with You)
- En samling rock från Sundsvall anno 1985, Digital utgåva 2019 - (Walking on Clouds, Don't Leave Me Here)
- Rotten Love, Digital utgåva 2019 - (Rat Race, Likely Laughing) [7]
- Fångar, EP, Digital utgåva 2019 - (Träsksnutar, Ensam, Fångar mot frihet) [8]
- God is Crying, Singel, Digital utgåva 2020 - (God is Crying, Smiling Happy) [9]
- Handy Man, Singel, Digital utgåva 2022 [10]
- The Sound of The Crowd, Singel, Digital utgåva 2022 [11]
- Paul in Rain, Singel, Digital utgåva 2023
- God Be With You, Singel, Digital utgåva 2023